# HMS Ben-my-Chree
Бен-Май-Шри (англ. Ben-my-Chree) — английский теплоход, курсировавший в проливе Ла-Манш. В 1915 году приобретен ВМС Великобритании и переоборудован в гидроавиатранспорт. Принимал активное участие в Первой мировой войне. Потоплен огнём турецкой береговой батареи 11 января 1917 года.

## История
В начале Первой мировой войны английская морская авиация находилась в стадии экспериментов. В 1914 году уже строился крупный гидроавианосец «Арк Ройял». Поскольку ввод его в строй затягивался, Адмиралтейство решило приобрести несколько мелких коммерческих судов и переоборудовать их в гидроавианосцы. Выбор пал на быстроходные теплоходы, курсировавшие Ла-Манше между Англией и островом Мэн. Вначале были приобретены «Эмпресс», «Энгедайн» и «Ривьера», а затем ещё три — «Бен-Май-Шри», «Манксмэн» и «Виндекс».
11 января 1917 года корабль стоял на якоре у острова Кастеллориццо у южного побережья Турции и неожиданно попал под огонь хорошо замаскированной турецкой береговой батареи. После нескольких попаданий в ангаре вспыхнули самолёты. Начался сильный пожар, и вскоре корабль затонул на мелководье.

## Интересные факты
Название корабля на языке мэнкс означает «дама моего сердца».